# Rimula (chi ốc biển)
Rimula là một chi ốc biển, là động vật thân mềm chân bụng sống ở biển trong họ Fissurellidae.

## Các loài
Các loài trong chi Rimula gồm có:
- Rimula aequisculpta Dall, 1927[2]
- Rimula dorriae Pérez Farfante, 1947[3]
- Rimula exquisita A. Adams, 1851[4]
- Rimula frenulata (Dall, 1889)[5]
- Rimula granulata Seguenza, 1862[6]
- Rimula pycnonema Pilsbry, 1943[7]
- Rimula pycnonema Pilsbry, 1943[7]